# Charles Bernard (historiographe)
Pour les articles homonymes, voir Bernard et Charles Bernard.
 (juin 2022).
 (juin 2022).
Si vous disposez d'ouvrages ou d'articles de référence ou si vous connaissez des sites web de qualité traitant du thème abordé ici, merci de compléter l'article en donnant les références utiles à sa vérifiabilité et en les liant à la section « Notes et références ».
Charles Bernard est un écrivain et historien français, nommé historiographe de France par Louis XIII en 1621, né à Paris le 25 décembre 1571 et mort le 25 juin 1640 .

## Biographie

### Enfance
Charles Bernard, d'origine champenoise, est l'aîné d'une famille de 17 enfants (dont seulement 4 survivent). Il reçoit une éducation soignée.

### Parcours politique
Il fait la connaissance d'Antonio Pérez, ancien secrétaire d'État de Philippe II et réfugié à Paris, avec qui il discute de politique (notamment grâce à sa connaissance de l'espagnol). Le président Jeannin veut le rencontrer, connaissant sa réputation de savant dans la critique des auteurs mais également de l'histoire, la géographie, la chronologie et la jurisprudence. Charles Bernard lui dédie le traité de La Conjonction des mers (qui traite du commerce).  
Peu après, il écrit le Discours sur l'estat de finances (qui traite de la source des finances du royaume et des moyens de la conserve)r.  
Le président Jeannin lui permet de se rapprocher de la Cour et lui fait porter les ordres du roi, ainsi que des messages aux armées commandées par les princes et le maréchal de Boisdauphin.  
En 1616, à le mort de Rivault de Fleurence, précepteur du roi Louis XIII, le président Jeannin souhaite le nommer précepteur du roi. Le roi, alors majeur, lui donne le titre de lecteur du roi.  
Cette fonction lui permet d'être un proche du roi, parmi les premiers à son lever, et les derniers avant son coucher. Le roi voulant savoir comment on imprimait les livres, il fait installer une imprimerie en haut du grand pavillon du Louvre, où le roi venait travailler. Il participe également à tous les voyages du roi. 
Louis XIII lui donne plusieurs missions. En 1620, il apporte un message du roi à Prudent qui tient le château de Caen pour obtenir sa reddition. En 1629, le roi l'envoie en Flandres, pour une négociation secrète, afin de connaître les membres de la Cour de France pensionnés par le roi d'Espagne. Le roi le nomme conseiller d'État en 1620, preuve de sa confiance.

### Parcours littéraire
Charles Bernard est nommé historiographe de France par Louis XIII, par brevet du 15 octobre 1621, à la mort de Pierre Matthieu au siège de Montauban. Sa proximité avec le roi lui permet de connaître des détails historiques qu'il a introduits dans son Histoire du roy Louis XIII, publiée par son neveu en 1646. Il écrit une Histoire des guerres de Louys XIII, roy de France et de Navarre, contre les religionnaires rebelles de son Estat, publiée en 1633 : elle traite de l'histoire des Huguenots et donne des descriptions de monuments rencontrés, comme la tour de Cordouan.
Charles Bernard atteint de paralysie générale, Charles Sorel, son neveu, a terminé et assuré la publication de ses ouvrages. Il a reçu la charge d'historiographe de France, après la paralysie de son oncle.

## Publications
- Discours du ciel et de la terre sur le différent de deux amants de diverse religion, où l'un et l'autre, pour leur intérest, apportent toutes les raisons qui en tel cas peuvent estre alléguées, et en fin le destin qu'ils ont choisi pour leur juge donne son arest en faveur du ciel., P. Du Crocq, Paris, 1610
- La Conjonction des mers, Alcioniis Fori, 1613
- Discours sur l'estat de finances, 1614
- A la Reyne mere du Roy, 1625
- Cléobule, ou l'homme d'Estat', 1627
- Carte générale de la Maison Bourbon, 1634. Cette carte a été reprise par Charles Sorel qui l'a modifiée dans son édition qui a pour titre Généalogie de la Maison royale de Bourbon.
- Histoire des guerres de Louys XIII, roy de France et de Navarre, contre les religionnaires rebelles de son Estat, 1633. Charles Sorel a écrit dans sa Bibliothèque Françoise qu'on n'a tiré que deux ou trois douzaines de ce livre pour le faire voir au roi et à ses ministres. Il se retrouve en entier dans Histoire du roy Louis XIII. CHarles Sorel indique que l'exemplaire donné à un des ministres de Louis XIII à un historien qui « a su faire son profit, ayant trouvé sa matière toute prête, qu'il n'a eu qu'à ranger à sa mode, accommodant le tout à l'avantage de ceux qu'il a voulu obliger, c'est-à-dire, du cardinal de Richelieu ». L'historien est sûrement Scipion Dupleix.
- Généalogie de la maison royale de Bourbon avec les éloges et les portraicts des princes qui en sont sortis, chez Nicolas de Sercy, Paris, 1646 (lire en ligne)
- Histoire du roy Louis XIII composée par Messire Charles Bernard conseiller du roy en ses conseils d'estat et privé, lecteur ordinaire de la Chambre de sa Majesté & historiographe de France, chez Augustin Courbe, Paris, 1646 (lire en ligne)